# Töölönkatu
Töölönkatu est une rue des quartiers Etu-Töölö et Taka-Töölö d'Helsinki en Finlande.

## Présentation
Longue de 1,6 kilomètre, la rue commence à Aurorankatu à côté du palais du Parlement. 
À la intersection suivante, au parc du Musée, la rue fait un virage.
À cet endroit sur la droite se trouve le Musée national de Finlande. 
La rue croise alors l'esplanade d'Hesperia.
Puis il y a une montée raide, ensuite il y a deux hôtels sur le côté droit de la rue et Töölöntori sur la gauche.
Après Runeberginkatu sur la gauche se trouve l'hôpital de Töölö et peu après sur la droite se trouve l'école primaire de Töölö.
La section entre la rue Eino Leino et Humalistonkatu devant le centre culturel Korjaamo est une rue piétonne, et peu après, Töölönkatu se termine en rencontrant Linnankoskenkatu.

## Bâtiments
- Musée national de Finlande
- Palais du Parlement
- 3, Maison des étudiants Ostrobotnia
- 4, Siège de Pohjolan Voima
- 7, Immeuble Bost
- 28, Académie Sibelius, bat. T
- 37A, Fondation pour la santé des étudiants
- 41, École primaire de Töölö
- 44-48, Hôpital de Töölö
- 47, Berta-Maria Hemmet
- 51 A, Musée du Tramway
- 51B, Centre culturel Korjaamo

## Rues croisées du sud au nord

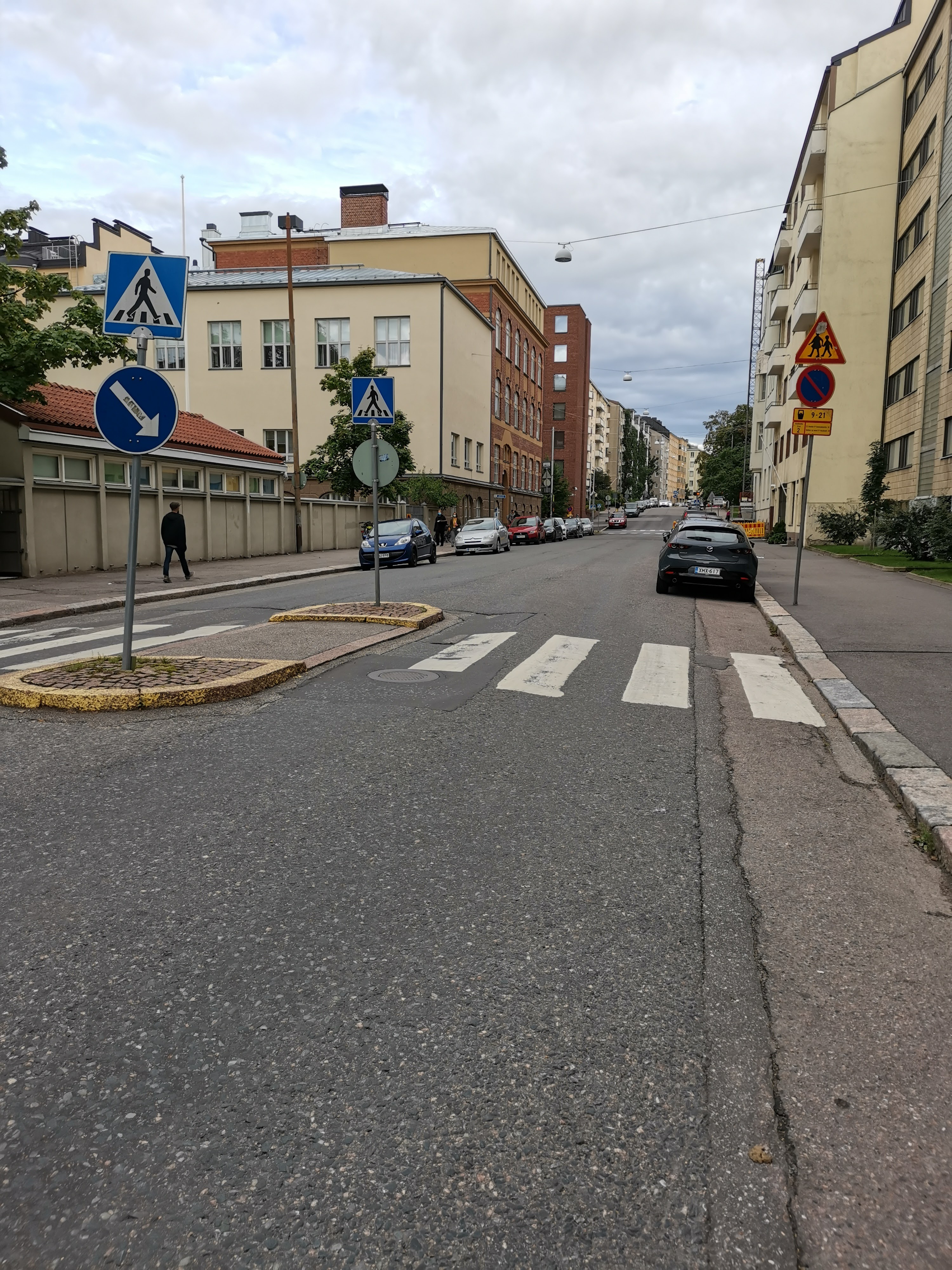
Töölönkatu.

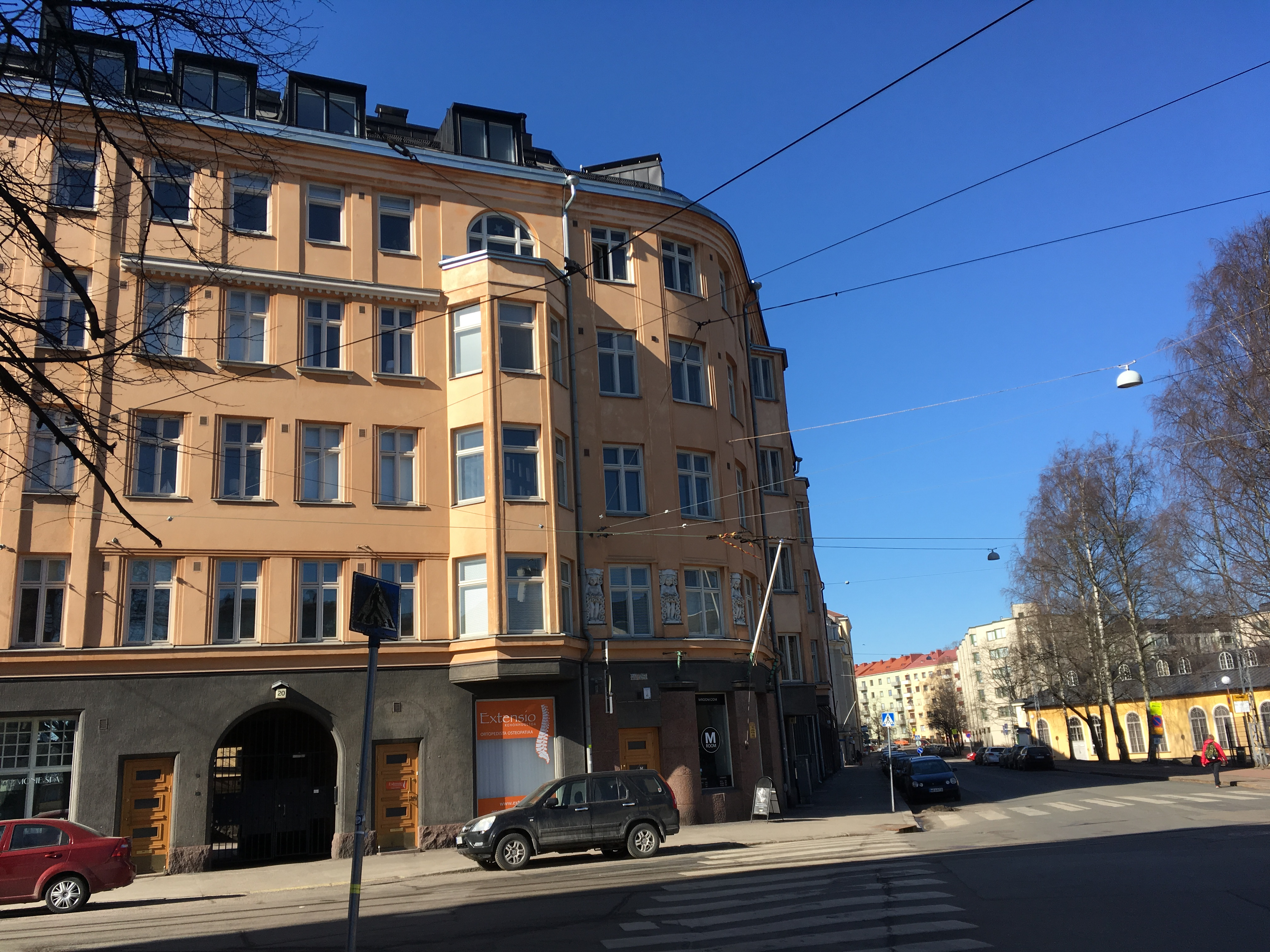
Töölönkatu.

- Aurorankatu
- Dagmarinkatu
- Museokatu
- Cygnaeuksenkatu
- Apollonkatu
- Eteläinen Hesperiankatu
- Pohjoinen Hesperiankatu
- Dunckerinkatu
- Tykistönkatu
- Kivelänkatu
- Runeberginkatu
- Sibeliuksenkatu
- Eino Leinon katu
- Humalistonkatu
- Linnankoskenkatu

## Galerie

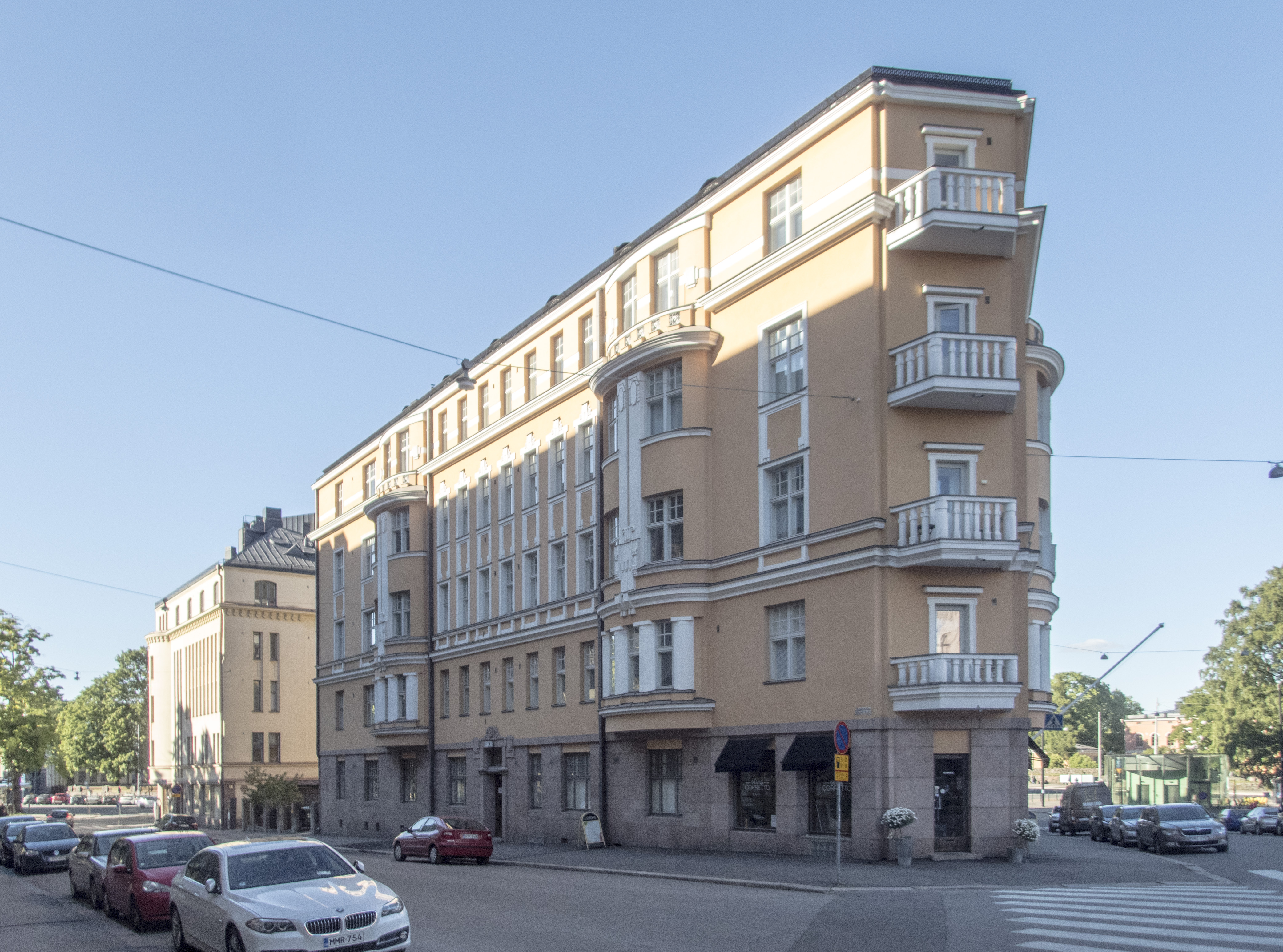
Töölönkatu 1.
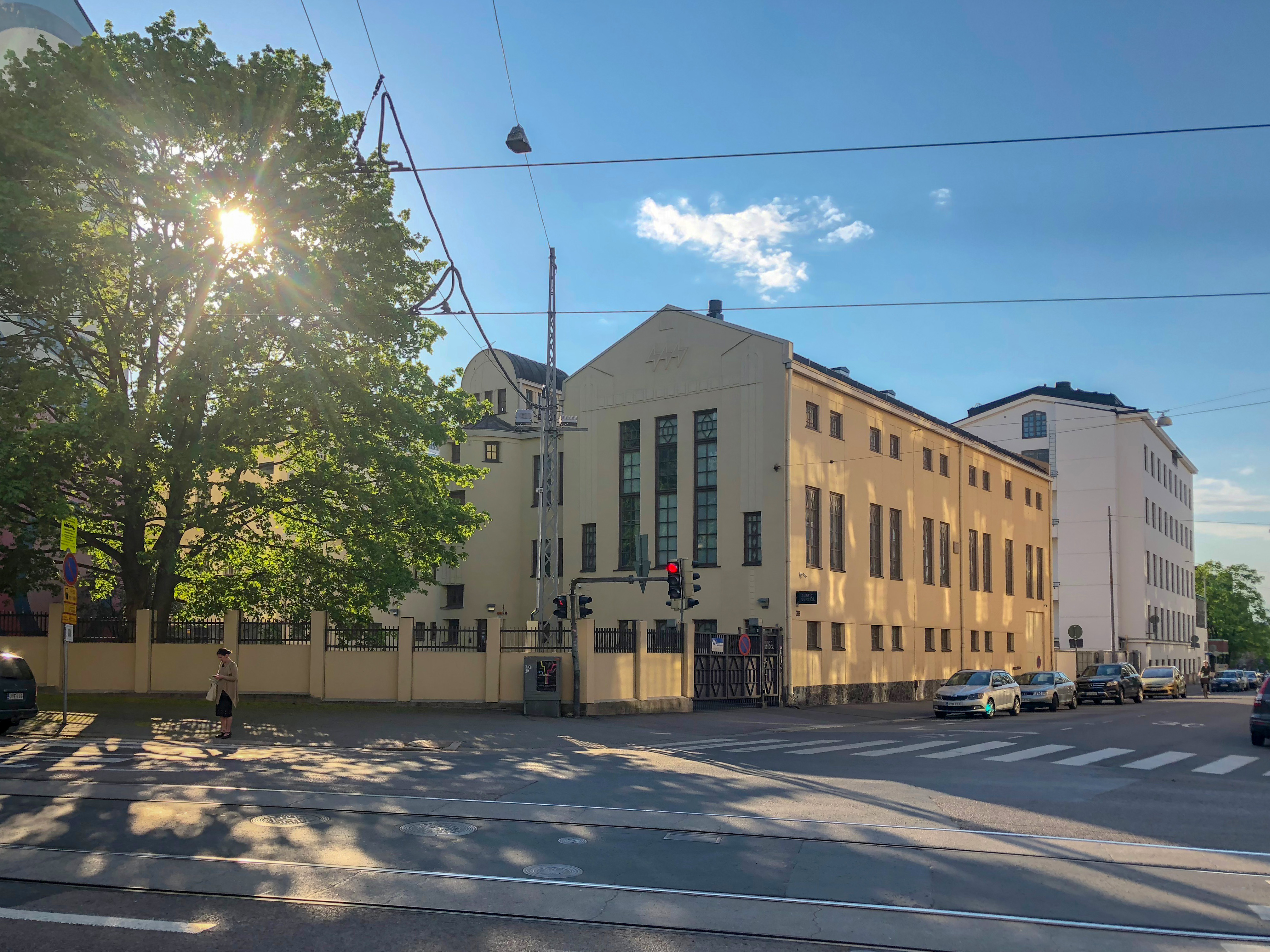
Töölönkatu 38.
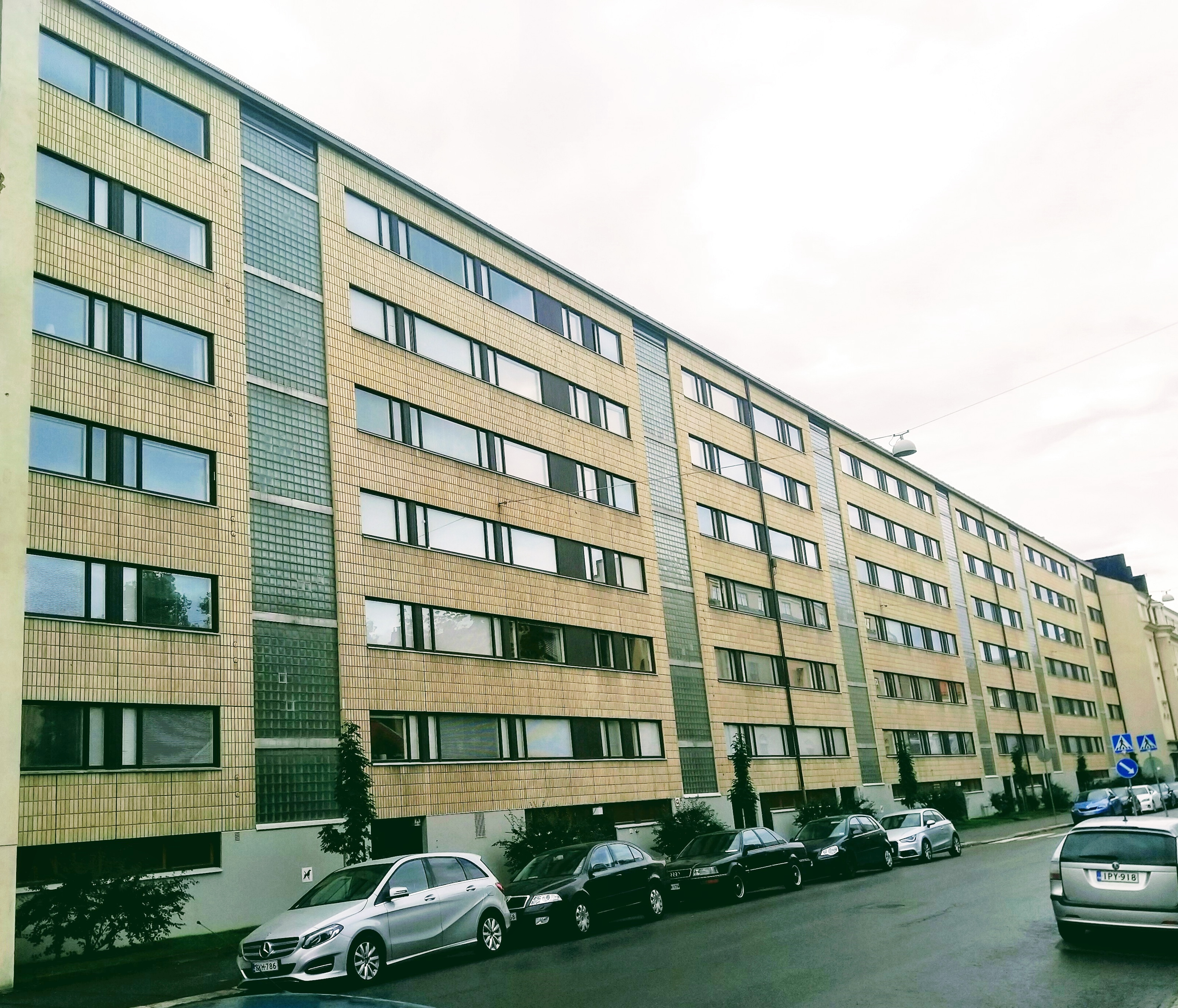
Töölönkatu 46.
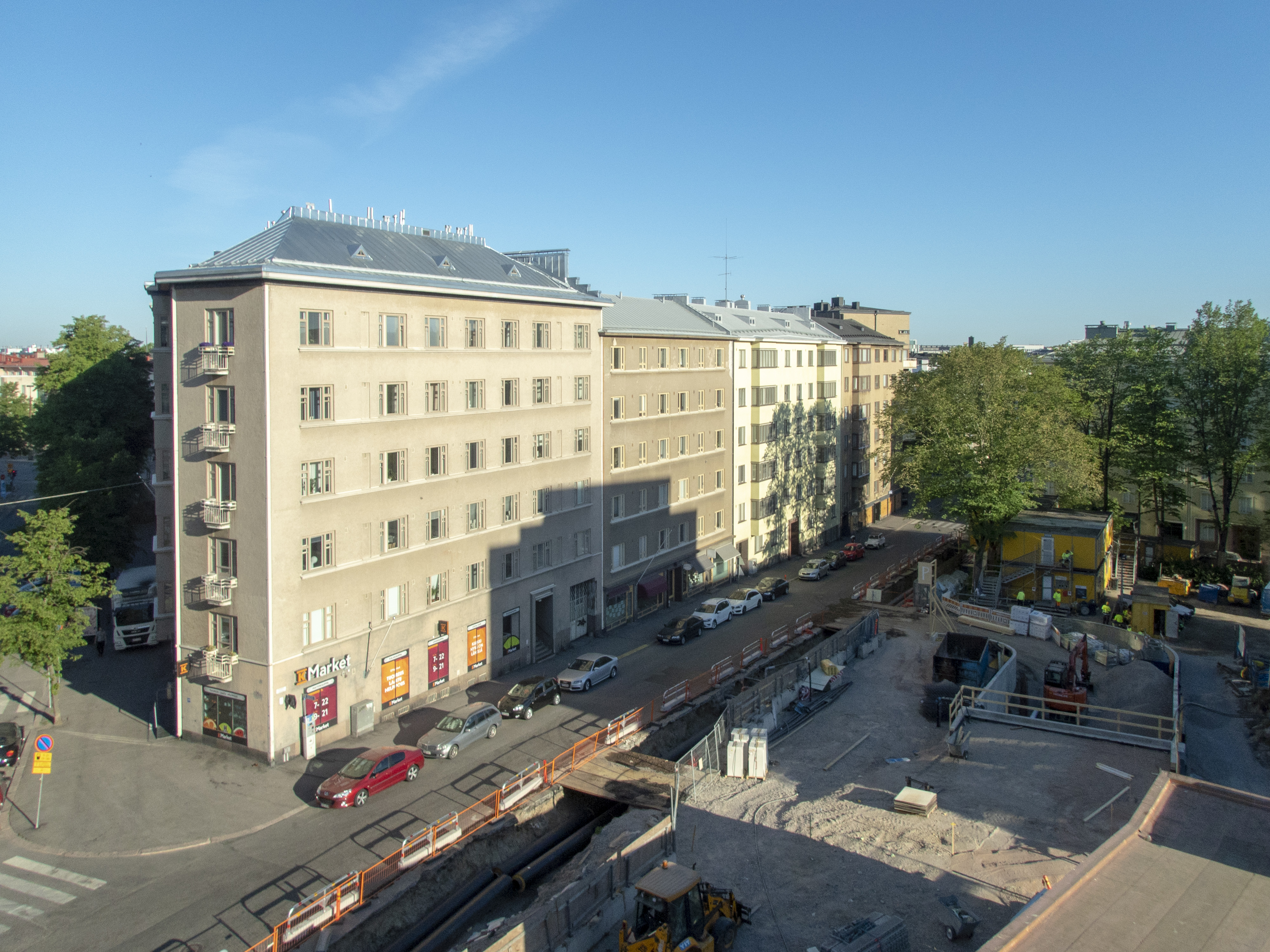
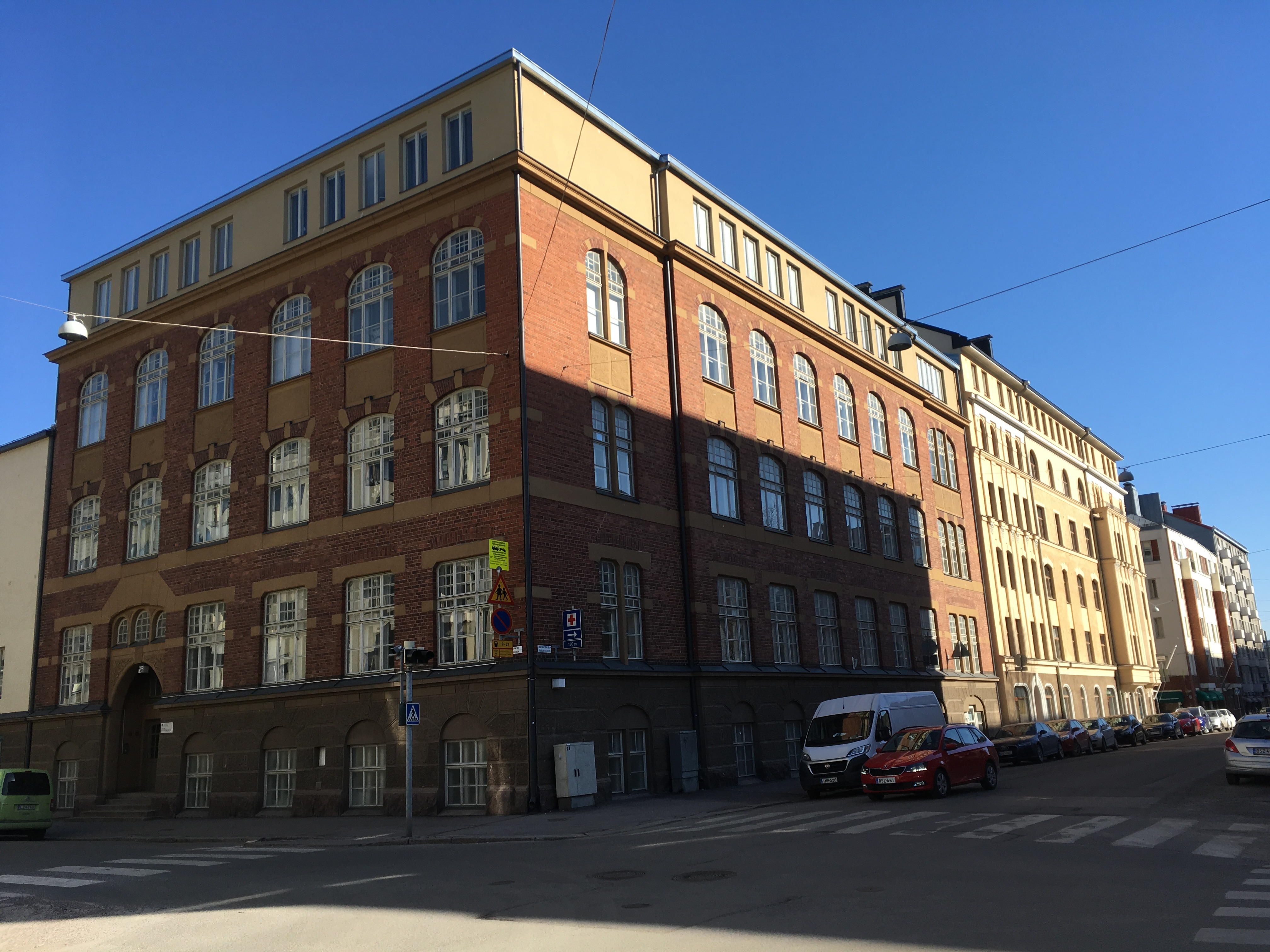
École primaire de Töölö.
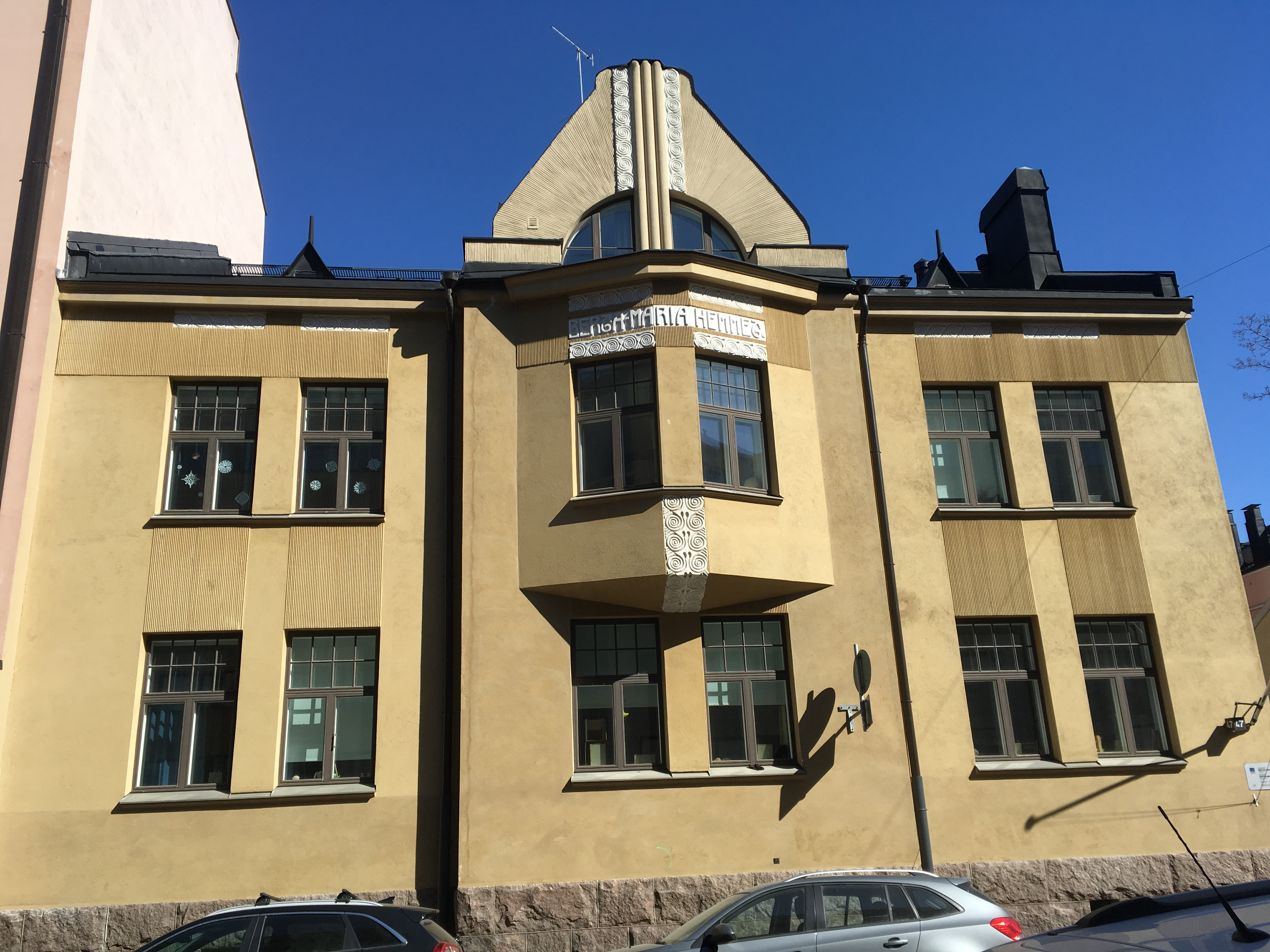
Bâtiment Berta-Maria Hemmet.
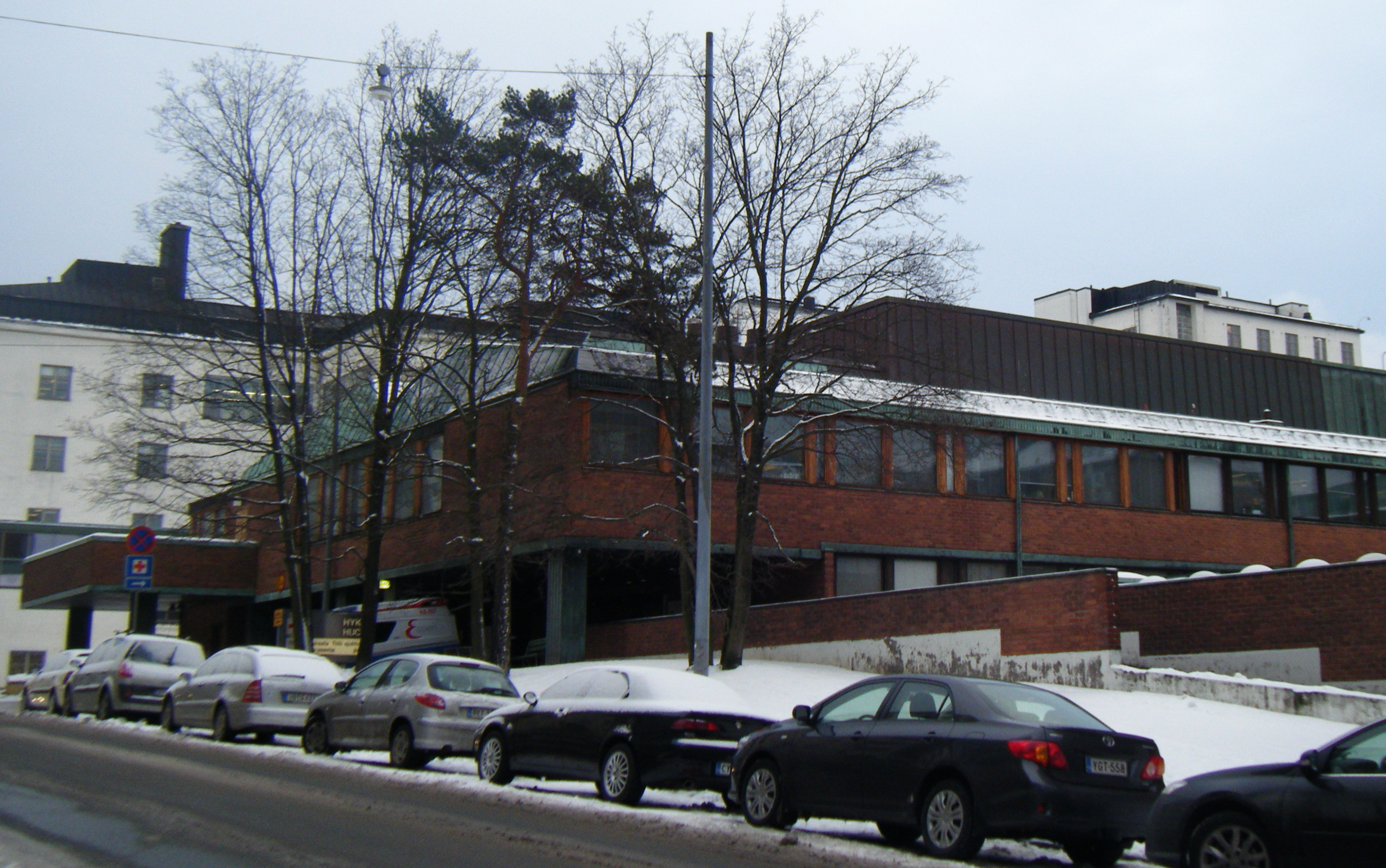
Hôpital de Töölö.
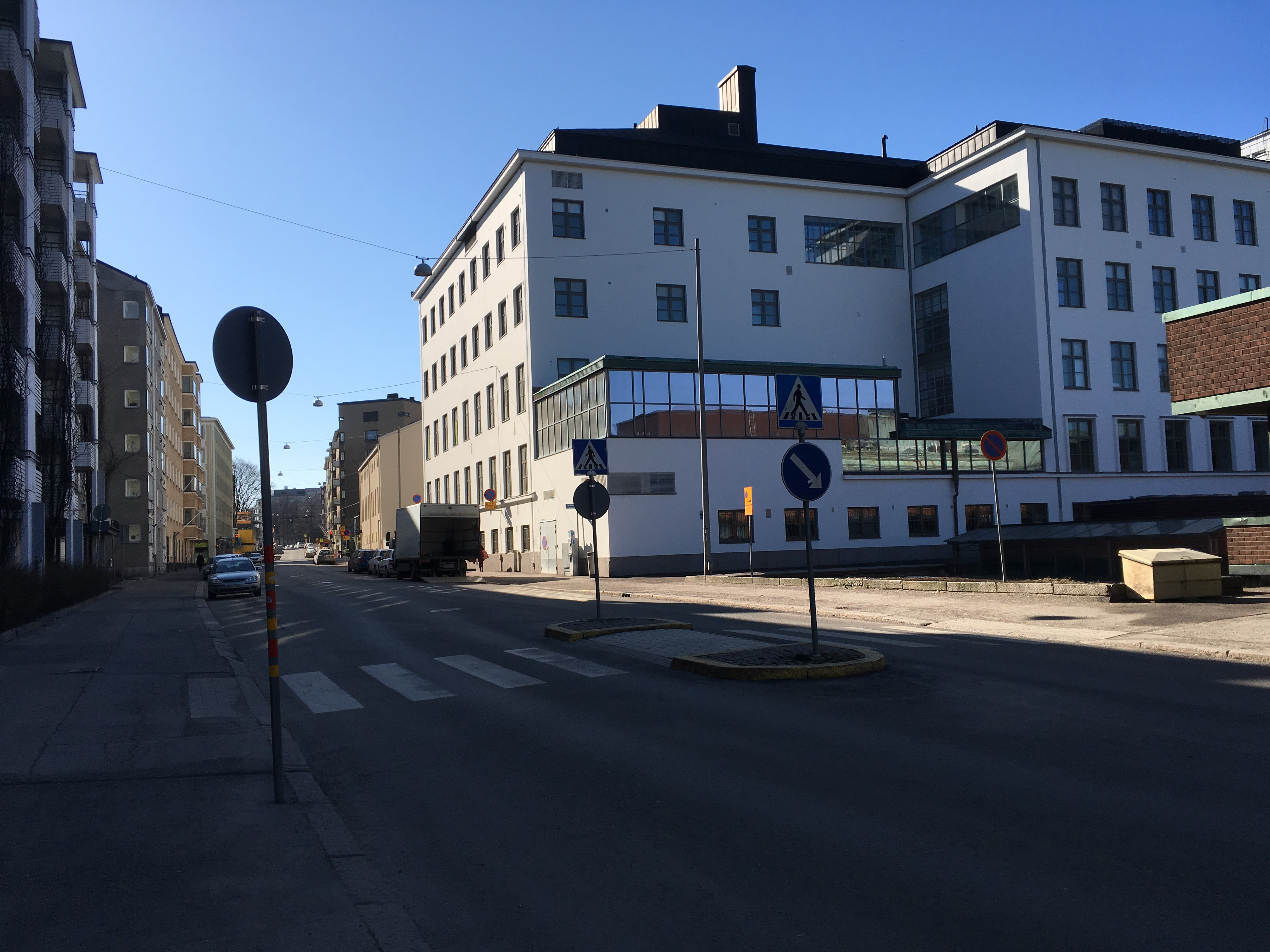
Hôpital de Töölö.